# Israël op het Junior Eurovisiesongfestival 2012
Israël nam deel aan het Junior Eurovisiesongfestival 2012 in Amsterdam, Nederland. Het was het debuut van het land op het Junior Eurovisiesongfestival. IBA was verantwoordelijk voor de Israëlische bijdrage voor de editie van 2012.

## Selectieprocedure
Op 10 juli 2012 maakte de Israëlische openbare omroep bekend dat het zou deelnemen aan het Junior Eurovisiesongfestival 2012. Hiermee was Israël een van de drie debuterende landen, naast Albanië en Azerbeidzjan. Op 13 oktober raakte bekend dat Kids.il Israël mocht vertegenwoordigen in Amsterdam, en dit met het nummer Let the music win, dat in het Hebreeuws gezongen werd, met passages in het Engels, Frans en Russisch.

## In Amsterdam
Op maandag 15 oktober werd er geloot voor de startvolgorde van het Junior Eurovisiesongfestival 2012. Israël was als zesde van twaalf landen aan de beurt, na Rusland en voor Albanië. Aan het einde van de puntentelling stond Israël op de achtste plek, met 68 punten.